# Fußball-Amateurliga Bremen 1951/52
Die Fußball-Amateurliga Bremen 1951/52 war die dritte Spielzeit der höchsten Amateurklasse des Bremer Fußball-Verbandes. Meister wurde wie in der Vorsaison der Blumenthaler SV.

## Abschlusstabelle
| Pl. | Verein              | Sp. | Tore    | Punkte |
| --- | ------------------- | --- | ------- | ------ |
| 01. | Blumenthaler SV (M) | 24  | 109:026 | 44:04  |
| 02. | Bremen 1860         | 24  | 103:024 | 43:05  |
| 03. | SV Hemelingen       | 24  | 086:032 | 37:11  |
| 04. | SV Grohn            | 24  | 063:046 | 30:18  |
| 05. | SV Woltmershausen   | 24  | 053:042 | 28:20  |
| 06. | TSV Wulsdorf        | 24  | 050:040 | 23:25  |
| 07. | Hastedter TSV       | 24  | 031:041 | 22:26  |
| 08. | SG Aumund-Vegesack  | 24  | 049:055 | 20:28  |
| 09. | Lüssumer TV (N)     | 24  | 041:054 | 18:30  |
| 10. | TSV Lesum (N)       | 24  | 042:067 | 17:31  |
| 11. | Geestemünder SC     | 24  | 042:075 | 15:33  |
| 12. | ATS Bremerhaven     | 24  | 033:074 | 11:37  |
| 13. | SV Lehe-Spaden      | 24  | 018:144 | 04:44  |

| (M) | Meister der Vorsaison |
| (N) | Aufsteiger            |

## Aufstieg und Deutsche Amateurmeisterschaft
Der Meister Blumenthaler SV hatte wie auch schon im Vorjahr in der anschließenden Aufstiegsrunde zur Oberliga Nord keinen Erfolg.
Als Bremer Vertreter nahm Bremen 1860 an der Deutschen Amateurmeisterschaft 1952 teil. Nach einem 2:0-Vorrundensieg gegen Arminia Ickern und einem 2:0-Sieg im Viertelfinale gegen Bergedorf 85 unterlag Bremen 1860 im Halbfinale dem Cronenberger SC mit 1:2.